# Hücker Moor
Das Hücker Moor ist ein kleiner Moorsee in Hücker-Aschen, einem Stadtteil von Spenge (Kreis Herford) im Norden von Nordrhein-Westfalen (Deutschland).

## Entstehung

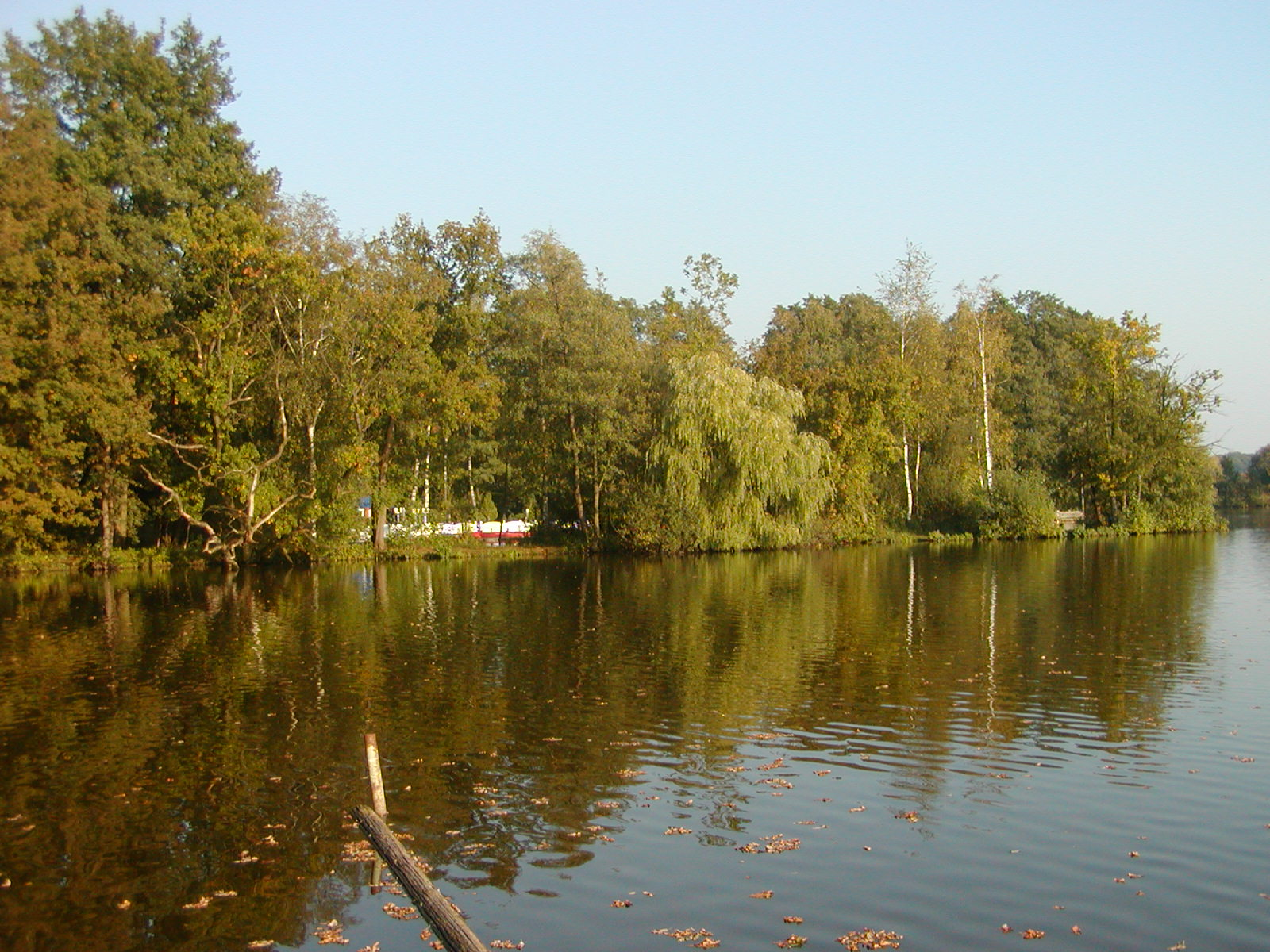
See im Herbst

Die Geländesenke ist durch einen Erdfall infolge der Auswaschung eines Salzlagers im Untergrund entstanden. Durch die Senkung entwickelte sich im abflussarmen Gelände ein Flachmoor. Das Gewässer ist im Laufe des 18. und 19. Jh. durch Austorfung des Flachmoores entstanden. In der Mitte des 19. Jh. wurde der Torfabbau eingestellt. Die durch die Entnahme des Torfes entstandene Senke lief durch kleinere Zuflüsse und durch Quellen wieder voll. Es entstand der heutige Moorsee, der vom Moorbach via Werfener Bach in die Else entwässert wird. Mit einer Fläche von etwa 11 ha bildet er die größte Wasserfläche des gesamten Kreises Herford.

## Freizeit

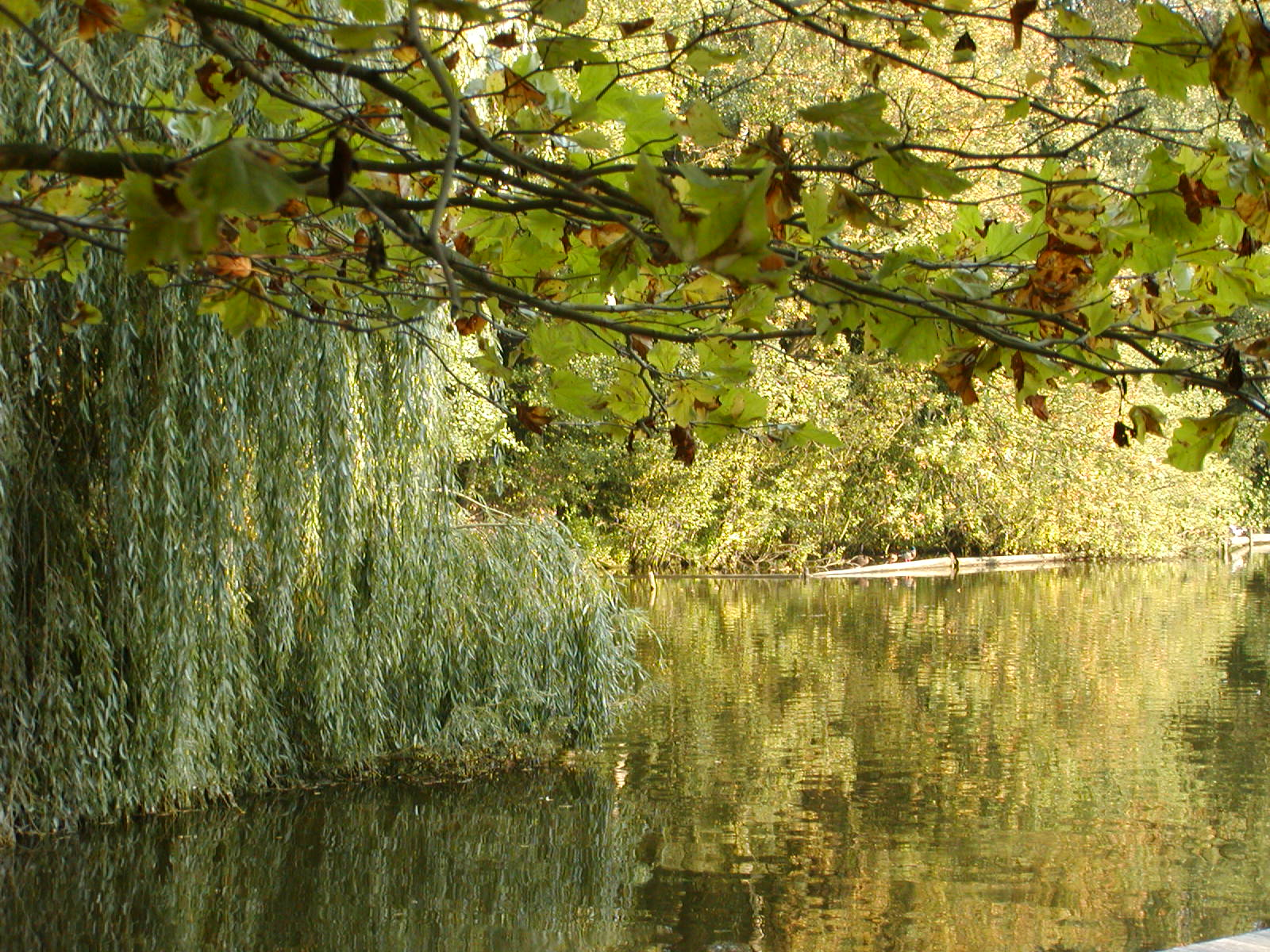
Idylle am Hücker Moor

Am See lassen sich in der Sommersaison Ruderboote oder Kanus entleihen; am Nordufer befinden sich mehrere Gaststätten.
Die zahlreichen kommerziellen Freizeiteinrichtungen am See bringen jedoch auch Nutzungskonflikte mit sich. Der Arbeitskreis Hücker Moor versucht, diesen Konflikt zu verwalten. Das Südufer dagegen ist weitestgehend als Schutzzone ausgewiesen und damit naturbelassen und unbesiedelt.

## Natur
Früher zeichnete sich das Gebiet durch eine Reihe seltener Pflanzenarten aus, wie z. B.
- Igelschlauch (Baldellia ranunculoides),
- Rundblättrigen Sonnentau (Drosera rotundifolia),
- Glockenheide (Erica tetralix),
- Fieberklee (Menyanthes trifoliata),
- Sumpf-Stendelwurz (Epipactis palustris),
- Blutauge (Potentilla plaustris) und
- Weiße Seerose (Nymphaea alba).

Wegen der intensiven Erholungsnutzung und starker Eutrophierung sind heute jedoch kaum noch floristische Besonderheiten vorhanden.
Zu den Brutvögeln des Gebietes gehören unter anderem Teich- und Blässhuhn, Höckerschwan, Nachtigall und Teichrohrsänger. In der näheren Umgebung kommt der Neuntöter vor.